# Цимла
Цимла (рос. Цимла) — річка у Ростовській і Волгоградській областях Росії, права притока Дону. Нижня частина течії затоплена при будівництві Цимлянського водосховища. Довжина 186 км (до спорудження водосховища — 207), 168 км у Волгоградській області, 18 км у Ростовській області. Площа сточища — 1650 км² (до спорудження водосховища 3023 км²). Найбільша притока — річка Розсошка. На річці споруджено ставки. Загальне падіння — 120 м. Висота витоку — 155 м над рівнем моря. Похил річки — 0,714 м/км.
Місто Цимлянськ (раніше станиця Цимлянська) отримало свою назву по річці, а в свою чергу від назви міста отримали свої імена Цимлянське вино, Цимлянська ГЕС, Цимлянське водосховище, Цимлянський район, Цимлянське міське поселення і Цимлянські вулиці в різних містах Росії та України. Крім того по самій річці отримали свої назви Цимлянські піски, станиця Новоцимлянська (а також Новоцимлянське сільське поселення) і хутір Верхньоцимлянський.